# Boeing CH-47 Chinook

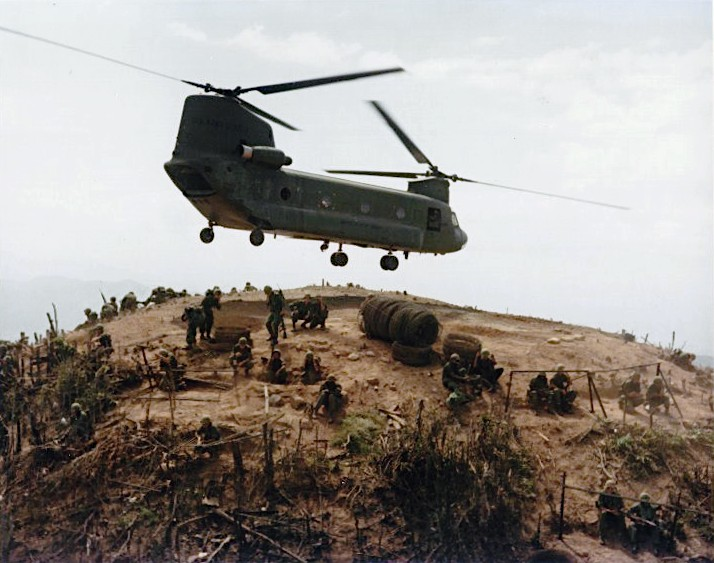
Op deze manier werd de CH-47A bekend: inzet in Vietnam

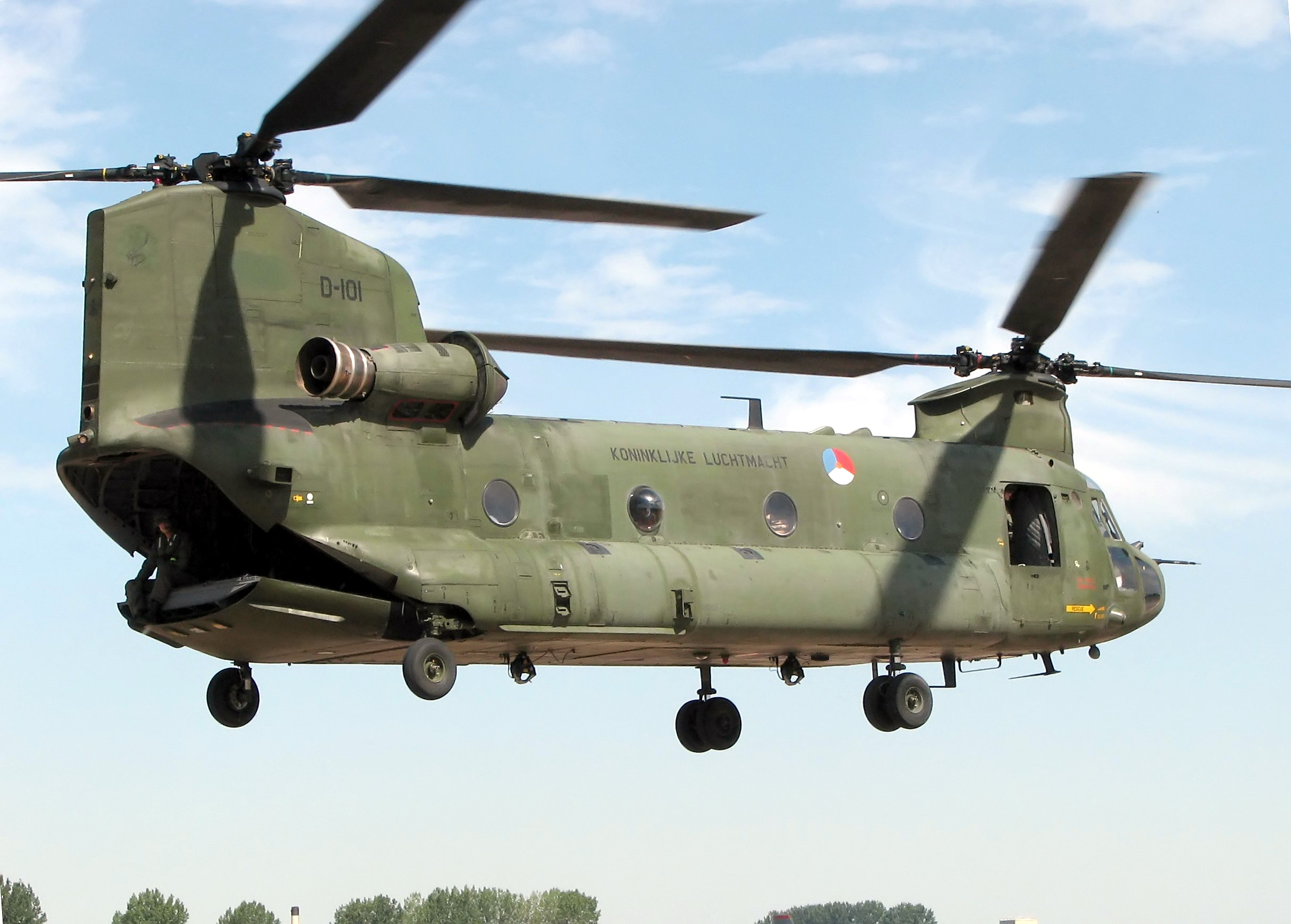
Een CH-47D van het Defensie Helikopter Commando

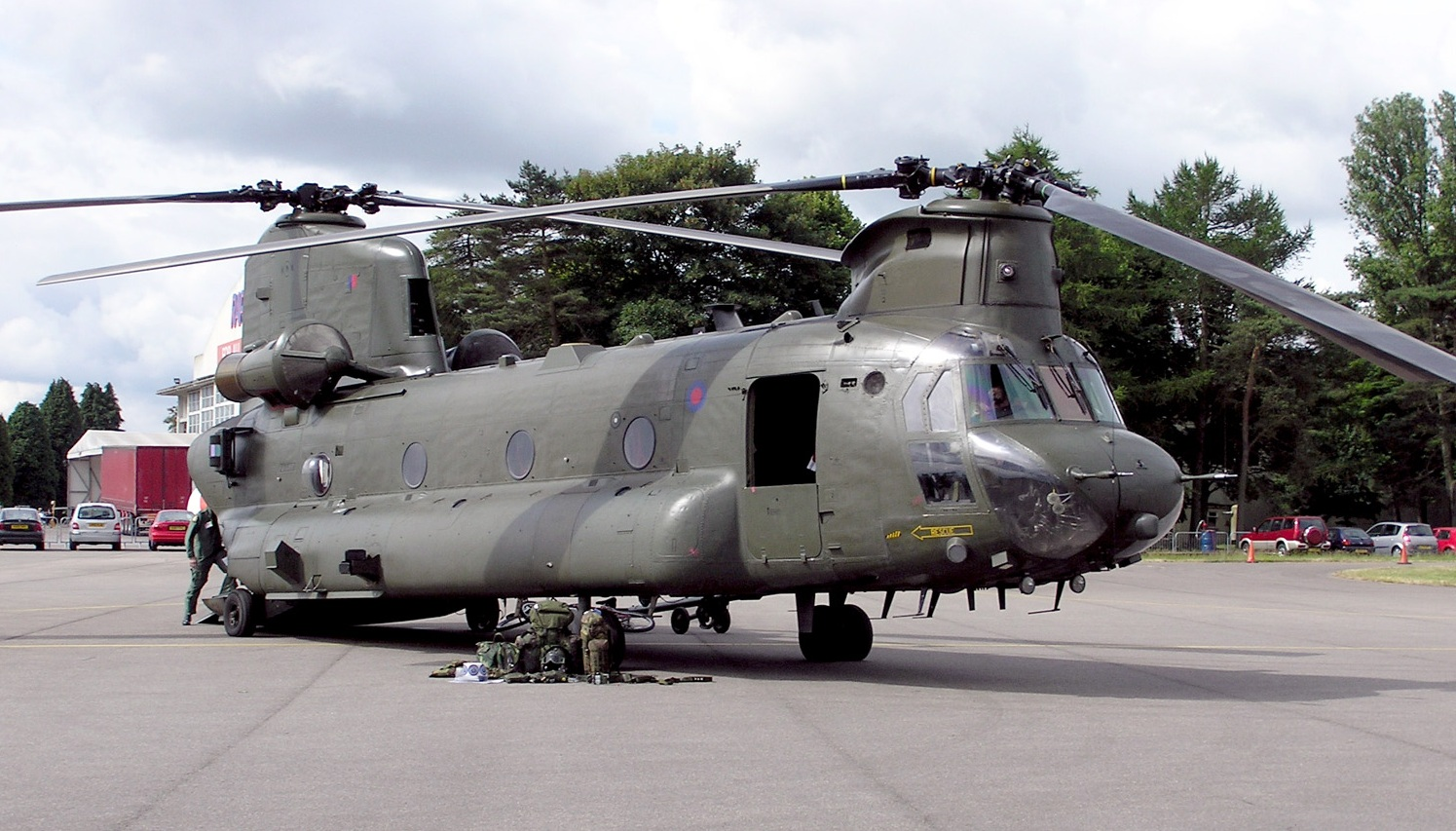
Ook de RAF vliegt met de CH-47D, alleen wordt hij daar HC-2 genoemd

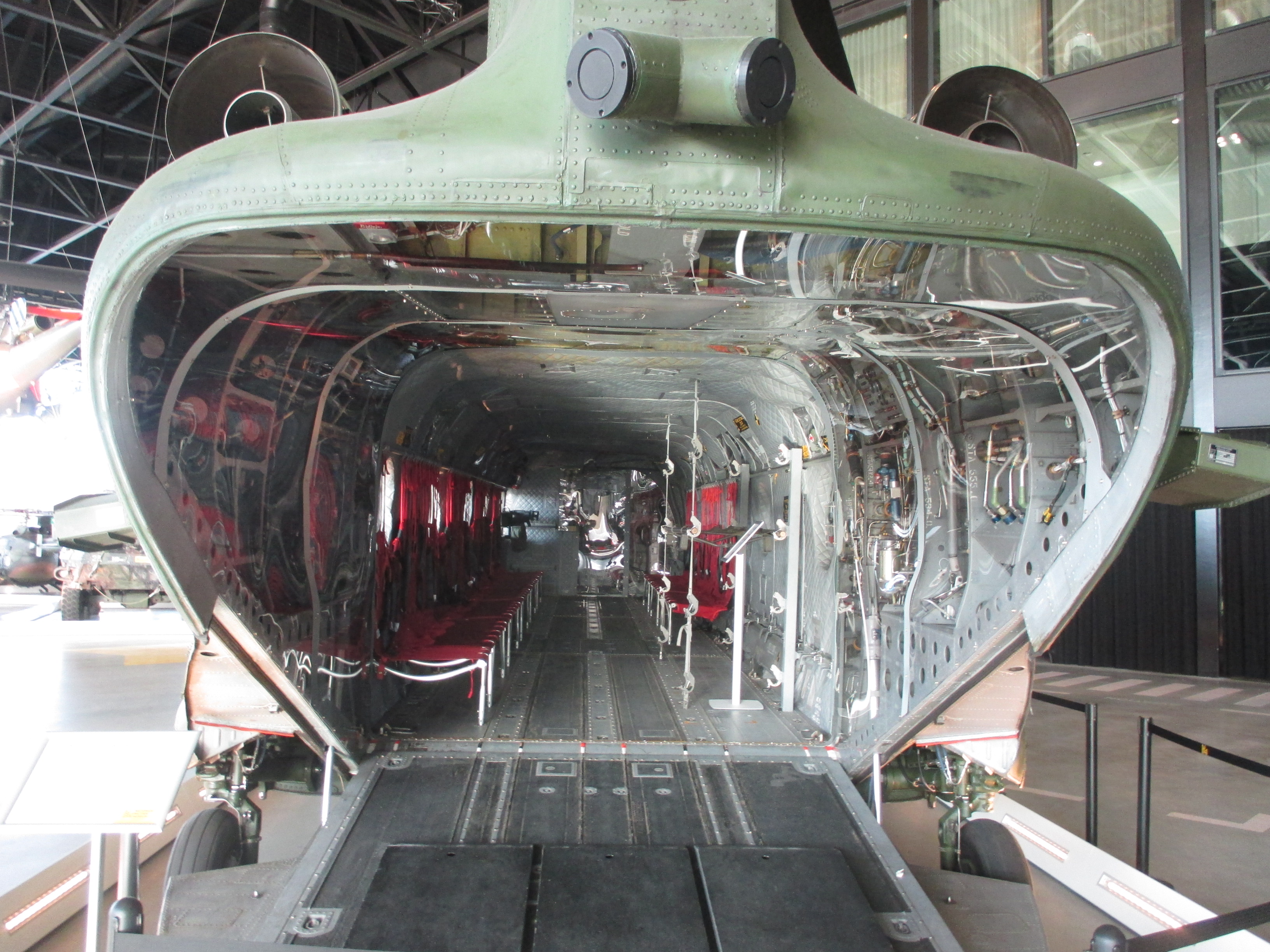
Boeing CH-47 Chinook Laadruim vanachteren gezien, met op de voorgrond de laadklep. Nationaal Militair Museum, Soesterberg.

De Boeing VERTOL CH-47 Chinook is een Amerikaanse tweemotorige multifunctionele zware tandemrotor-transporthelikopter die primair is ontwikkeld voor troepen- en materieelvervoer van en naar het slagveld.
De Chinook vormt als multifunctioneel werkpaard een deel van de ruggengraat van het Amerikaanse militaire transportwezen. In de loop van de jaren werden de toestellen overal ter wereld ingezet, onder meer in Vietnam, de Golfoorlog en Afghanistan.
De CH-47 Chinook wordt ook gebruikt door de krijgsmachten van Australië, Egypte, Griekenland, Iran, Italië, Japan, Marokko, Nederland, Singapore, Spanje, Thailand, Turkije, Verenigd Koninkrijk en Zuid-Korea. In totaal werden er 1190 stuks afgeleverd.

## Toepassingen en taken
De toepassingsmogelijkheden van de Chinook zijn zeer uiteenlopend:
- transport van personeel en materieel, inclusief het droppen van parachutisten;
- gevechtsondersteuning en gewondenvervoer;
- search and rescue;
- vliegtuigberging;
- brandbestrijding: onder de helikopter wordt een zogenaamde bambi bucket bevestigd, een flexibele oranje waterzak waarmee per keer maximaal 10.000 liter water op een brandhaard kan worden gestort. Ook kan een watergordijn worden gelegd;
- het vervoer van constructiemateriaal voor de (wegen)bouw, vooral naar over de weg moeilijk bereikbare plaatsen;
- ondersteuning bij humanitaire operaties, zoals noodevacuaties bij natuurrampen.

Het hefvermogen van de Chinook is groot. Met de drie haken onder het toestel kan een externe lading ('slingload') tot een gewicht van 12.701kg worden vervoerd. In de romp van de helikopter kunnen 57 volledig bepakte militairen, 10.000 kilogram lading of -in de evacuatierol- 24 stretchers worden vervoerd. Alle Chinooks kunnen worden uitgerust met een extra reddingslier '(hoist)'.

## Geschiedenis
De geschiedenis van de Chinook begon in 1956 toen de US Army de toenmalige H-37-helikopters wilde vervangen. Als resultaat van de ontwerpwedstrijd ging in 1957 zowel de voorkeur van de US Army als van de USAF uit naar het model van de firma Boeing VERTOL die de ontwikkeling voort mocht zetten en in 1958 de eerste HC-1B Chinook produceerde.
De CH-47 Chinook werd in 1962 operationeel in de A-, B- en C-versies die destijds alle drie met wisselend succes in de Vietnamoorlog zijn ingezet. Toen de registratie van alle militaire toestellen in 1962 werd gewijzigd werd dit type omgedoopt tot de CH-47A.
Het toestel werd verder geperfectioneerd en verbeterd in 1966 tot versie B, met een sterker airframe en T55-l7C-motoren. Hierna volgde in 1967 de C versie, met T55-l11-motoren waarmee het hefvermogen ten opzichte van de A-versie werd verdubbeld.
Toen men in 1976 inzag dat de CH-47's na jarenlang intensief gebruik het einde van hun operationele loopbaan naderden werd een contract met de firma Boeing gesloten om een aangepaste versie te bouwen die nog jaren verder mee kon gaan.
Besloten werd om de oude A- t/m C-versies om te bouwen tot de nieuwe CH-47D-versie. Dit gebeurde van 1982 tot 1994.
De D-versie wordt tot op heden nog nieuw als CH-47 Super D afgeleverd. De eerste CH-47SD vloog in 1999 en werd vanaf 2001 geleverd. De SD heeft extra grote tanks en daardoor een veel groter bereik, een langere neus vanwege de sterkere radar waarmee hij is uitgerust, een zogenoemde glass cockpit (alle ouderwetse meters zijn vervangen door kleurendisplays) met digitale flightcontrols, gps-faciliteit gekoppeld aan een radar-hoogtemeter en nieuwe AlliedSignal T55-L714A-motoren.
Hierna werd de productie beperkt voortgezet met een ander type, de nieuwe CH-47F Improved Cargo Helicopter, die is uitgerust met zeer sterke Honeywell T55-GA-714A-motoren.
De laatste versie is de MH-47G. Van dit type zijn er 35 gebouwd en dit toestel is speciaal uitgerust voor inzet tegen terroristische acties. De toestellen zijn in gebruik bij het 160th Special Operations Aviation Regiment van het US Special Operations Command (USSOCOM).
Motorisch is de G-versie gelijk aan de F-versie; naast de standaarduitrusting ter zelfbescherming is hij uitgerust met de voorziening om tijdens de vlucht bij te tanken, Forward Looking Infrared Radar (FLIR), een verbeterd gps-navigatiesysteem, satellietcommunicatie (SATCOM) en Early Warning (EW)-voorzieningen.
De CH-47 wordt tevens in licentie geproduceerd in Japan en wel via de firma Kawasaki Heavy Industries. De CH-47J-versie is sedert 1988 in gebruik bij de Japanse krijgsmacht waar 32 stuks zijn ingedeeld bij de 1e helikopterbrigade. De vloot zal worden aangevuld tot 50 stuks.

## Techniek

### Tandemrotor
De Chinook heeft een zogenaamde tandemrotorconfiguratie: twee rotorsystemen achter elkaar die in tegenovergestelde richting draaien en elkaar deels overlappen. Het achterste rotorsysteem is hoger geplaatst dan het voorste rotorsysteem, waardoor de bladen elkaar niet raken. De tandemrotorconfiguratie voorziet erin dat de Chinook geen staartrotor nodig heeft.

### Transportvermogen
Bij een traditionele helikopter met maar een hoofdrotor kan alleen lading gehesen worden vanaf het punt dat recht onder de rotor gelegen is, omdat anders het gewicht de helikopter scheef zou trekken. Doordat de Chinook twee hoofdrotors heeft, kan op elk punt tussen de beide rotors lading gehesen of vervoerd worden zonder de stabiliteit te beïnvloeden. Zodoende is de Chinook aan de onderkant voorzien van drie haken om externe ladingen aan op te hangen. De middelste haak is het zwaarst uitgevoerd en kan tot 11.791 kg dragen. Boven die haak zit een groot luik ('center hatch'), waardoor de 'loadmaster' naar beneden kan kijken om bijvoorbeeld de externe lading in de gaten te houden. Ook is een lier ingebouwd om zware ladingen naar binnen te trekken, of om personen door het luik omhoog te lieren. Rechtsvoor kan ook een externe lier worden aangebracht om personen op of neer te hijsen.

### Motoren
De rotorsystemen worden aangedreven door de twee motoren achter op de helikopter. In de meeste omstandigheden kan de Chinook doorvliegen wanneer een motor uitvalt.

### Extra brandstoftanks
In de cabine kunnen drie extra brandstoftanks worden geplaatst, het zogenaamde 'Extended Range Fuel System' De tanks hebben ieder een capaciteit van 2.500 kg brandstof. Per volle tank ontstaat ongeveer 2,5 uur extra vliegtijd. Het is ook mogelijk om een tankinstallatie in te bouwen, zodat de Chinook gebruikt kan worden om bijvoorbeeld andere helikopters op de grond bij te tanken. Deze configuratie wordt ook wel 'Fat Cow' genoemd.

## Uitrusting en bewapening
De CH-47D is niet geschikt als gevechtshelikopter en dus alleen uitgerust met summiere bewapening en middelen voor zelfbescherming. Tot deze zelfbeschermingsmiddelen behoren:
- de APR39 Radar Signal Detector,
- de AN/AVR2 Laserdetector,
- het AN/AAR47 Missilewarning System,
- het AN/APR44 Radarwarning System en
- de gecombineerde AN/ALQ156 Missile Approachwarner en het M130 Dispenser System.

Als eventuele bewapening kunnen diverse machinegeweren op twee plaatsen in de zijkant van de romp of in de geopende laadklep worden meegevoerd.

## De CH-47 Chinook bij de Nederlandse Koninklijke Luchtmacht

Een Nederlandse CH-47

De Koninklijke Luchtmacht schafte in de jaren negentig dertien Chinook-helikopters aan van het type CH-47D. Deze zijn in beheer bij het Defensie Helikopter Commando en vliegen vanaf het vliegveld Gilze-Rijen.
De toestellen hebben de registraties D-661 t/m D-667 – dit zijn gemodificeerde Canadese CH-47C Chinook-helikopters – en D-101 t/m D-106 – dit zijn nieuw gebouwde CH-47D Chinook-helikopters. De D-104 en D-105 zijn in 2005 in Afghanistan verloren gegaan.
Volgens plan (2008-2013) is het aantal Chinooks naar zeventien stuks uitgebreid. In 2008 zijn zes nieuwe CH-47F Chinook-helikopters besteld. Hiervan zijn er twee bedoeld ter vervanging van de verloren exemplaren en vier als uitbreiding van de bestaande, schaarse capaciteit. Op 8 oktober 2012 zijn de eerste twee CH-47F Chinook-helikopters overgedragen aan het Defensie Helikopter Commando van de Koninklijke Luchtmacht. Per juni 2014 zijn alle CH-47F Chinook-helikopters afgeleverd. Deze toestellen hebben de registraties D-890 t/m D-895.
De resterende elf CH-47D Chinook-helikopters zijn tussen 2015 en 2023 vervangen door veertien nieuwe CH-47F Chinook-helikopters.